# Polizeidirektion Wien (Schottenring 7–9)

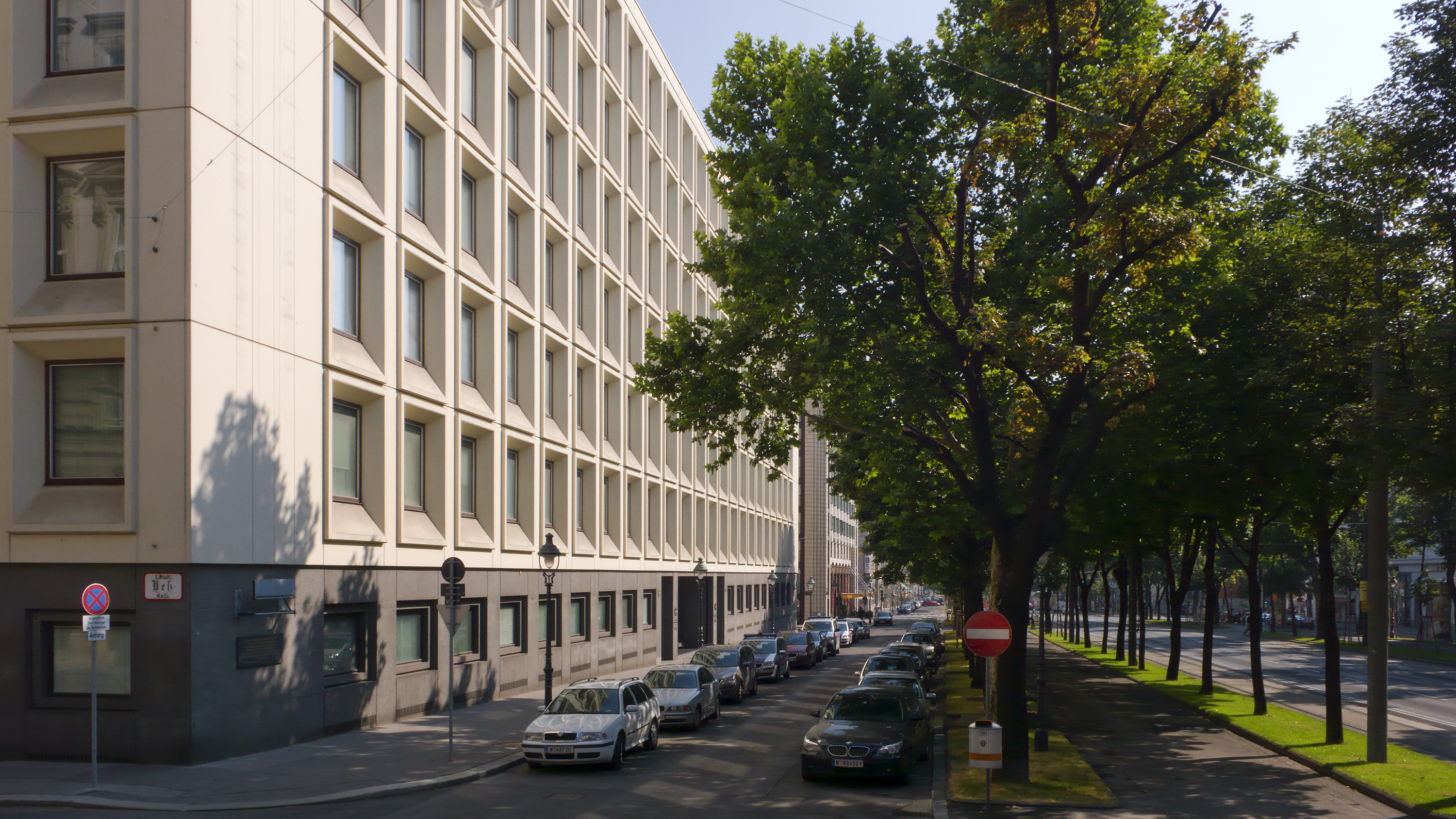
Polizeidirektion, Ansicht von Südwesten

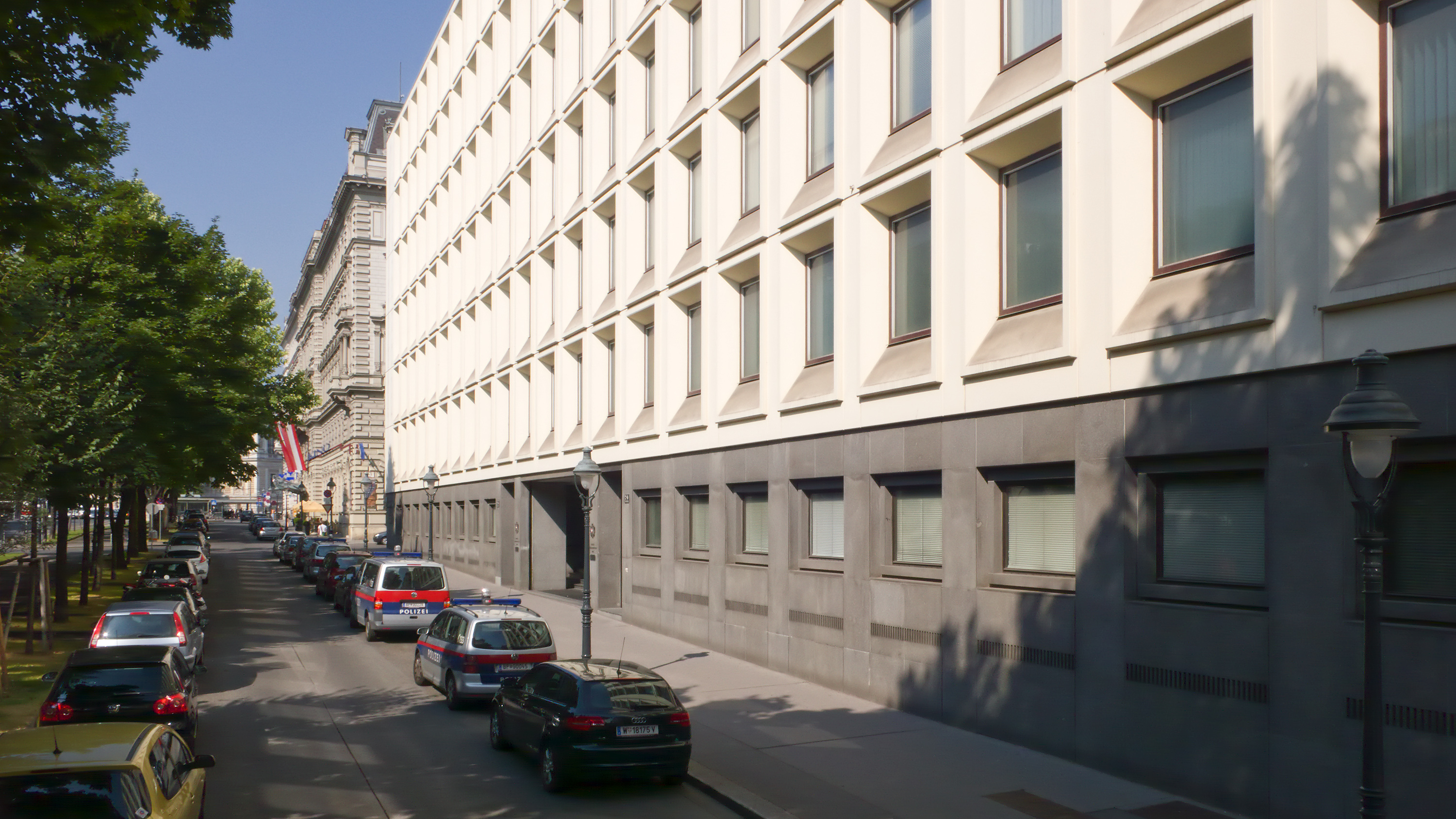
Polizeidirektion, Ansicht von Osten

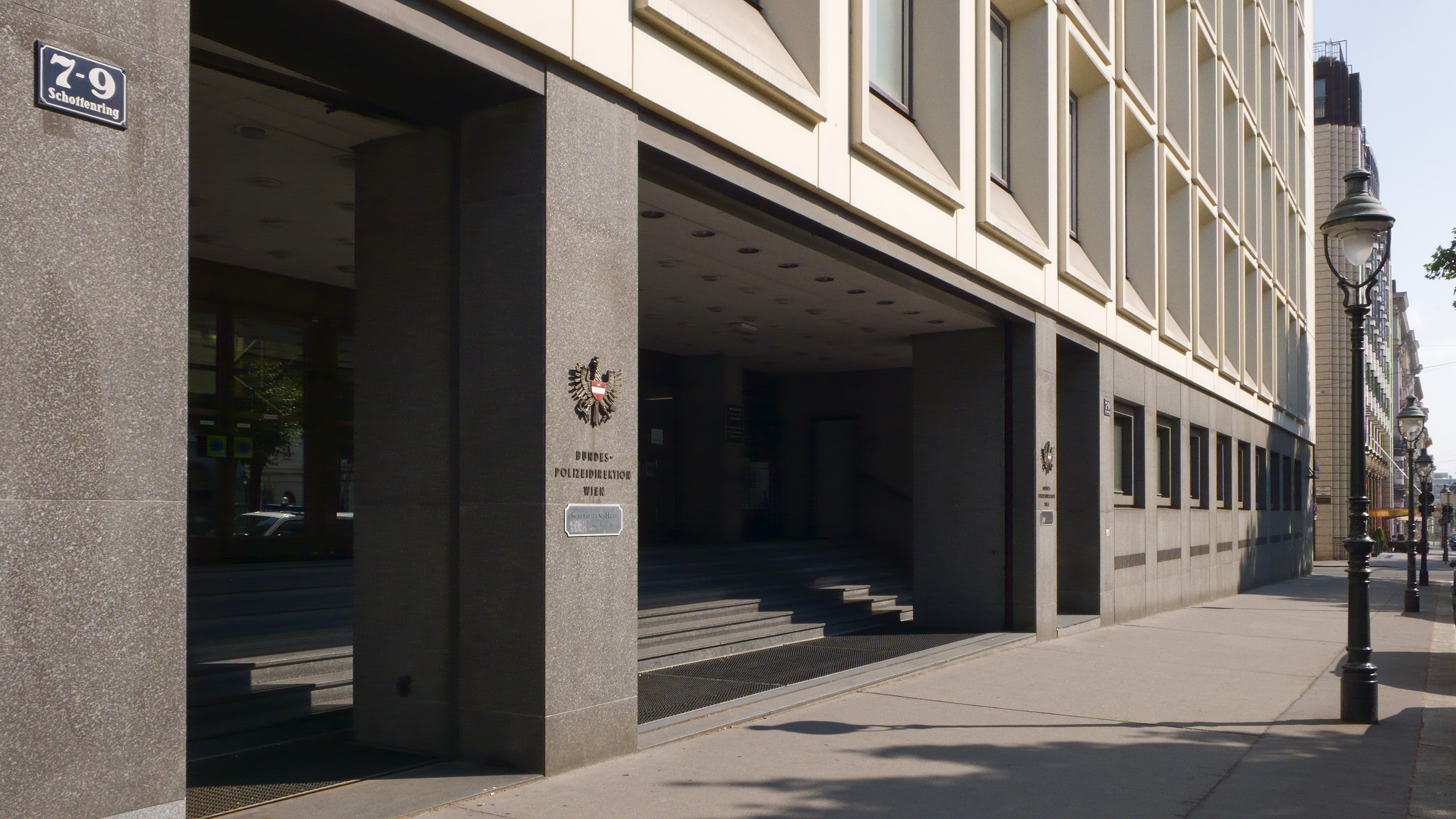
Eingangsbereich

Die Wiener Polizeidirektion am Schottenring 7–9 im 1. Wiener Gemeindebezirk, Innere Stadt, ist seit 1. September 2012 Sitz der Landespolizeidirektion Wien. Zuvor war sie seit 1974 Sitz der Bundespolizeidirektion Wien und seit 2005 auch des Landespolizeikommandos Wien (davor Generalinspektorat der Sicherheitswache). Die Umbenennung und Strukturveränderung geht auf das vom Parlament beschlossene Verfassungsgesetz zur Sicherheitsbehörden-Neustrukturierung 2012 zurück.

## Vorgeschichte
1874 wurde im zu diesem Zweck angekauften ehemaligen Hotel Austria am Schottenring 11, das für die Wiener Weltausstellung 1873 errichtet worden war, die neue Polizeidirektion eingerichtet. In der Schlacht um Wien brannte das Gebäude kurz vor Kriegsende 1945 aus. Die Dienststellen der Polizeidirektion wurden für Jahrzehnte „provisorisch“ im Palais Erzherzog Wilhelm beim Stadtpark und in verschiedenen anderen Gebäuden untergebracht.

## Schottenring 7–9
Das Grundstück der früheren Polizeidirektion, Schottenring 11, erwies sich für den in der Nachkriegszeit gewünschten Neubau als zu klein. Daher beschloss der Ministerrat am 21. Dezember 1954 auf Antrag des für den Wiederaufbau zuständigen Handelsministers den Ankauf der benachbarten, 3551 m² großen Grundstücke zwischen Heßgasse und Hohenstaufengasse (Rückfront: Maria-Theresien-Straße), auf denen sich bis 8. Dezember 1881 das durch Brand zerstörte Ringtheater und danach das 1945 zerstörte Sühnhaus befunden hatte. Vor diesem Beschluss waren auch andere Standorte wie die Tandelmarktgründe im Gespräch gewesen.
Das Areal blieb dann allerdings vorerst für 15 Jahre leer. Erst 1969–1971 ließ der Staat – nach Plänen von Alfred Dreier, der zehn Jahre vorher das Neue Institutsgebäude der Universität Wien in der nahegelegenen Universitätsstraße errichtet hatte –  die neue Polizeidirektion errichten. Sie wurde als Stahlbetonskelettbau, gefüllt mit Fertigteilelementen, ausgeführt: wie schon 1967 zum baldigen Baubeginn angekündigt mit drei Kellergeschoßen (inkl. Tiefgarage), Erdgeschoß, sechs Obergeschoßen und Dachgeschoß. Nach Fertigstellung der Inneneinrichtung und sukzessiver Übersiedlung der Abteilungen in das neue Haus wurde dort 1974 unter Polizeipräsident Karl Reidinger, der 1972 Josef Holaubek nachgefolgt war, der Vollbetrieb aufgenommen. Auf dem Dach wurde ein Hubschrauberlandeplatz eingerichtet, der erstmals am 20. Jänner 1977 benutzt wurde.
In der Amtszeit von Polizeipräsident Günther Bögl (1988–1995) befand sich im Dachgeschoß eine von ihm benützte Dienstwohnung.

## Geplanter Neubau
Im Oktober 2022 wurde bekannt, dass die Landespolizeidirektion Wien in einen Neubau am Gelände des Amtsgebäudes Vorgartenstraße in der Leopoldstadt übersiedeln wird. Mit dem Bau soll im Jahr 2025 begonnen werden.

## Gedenktafeln

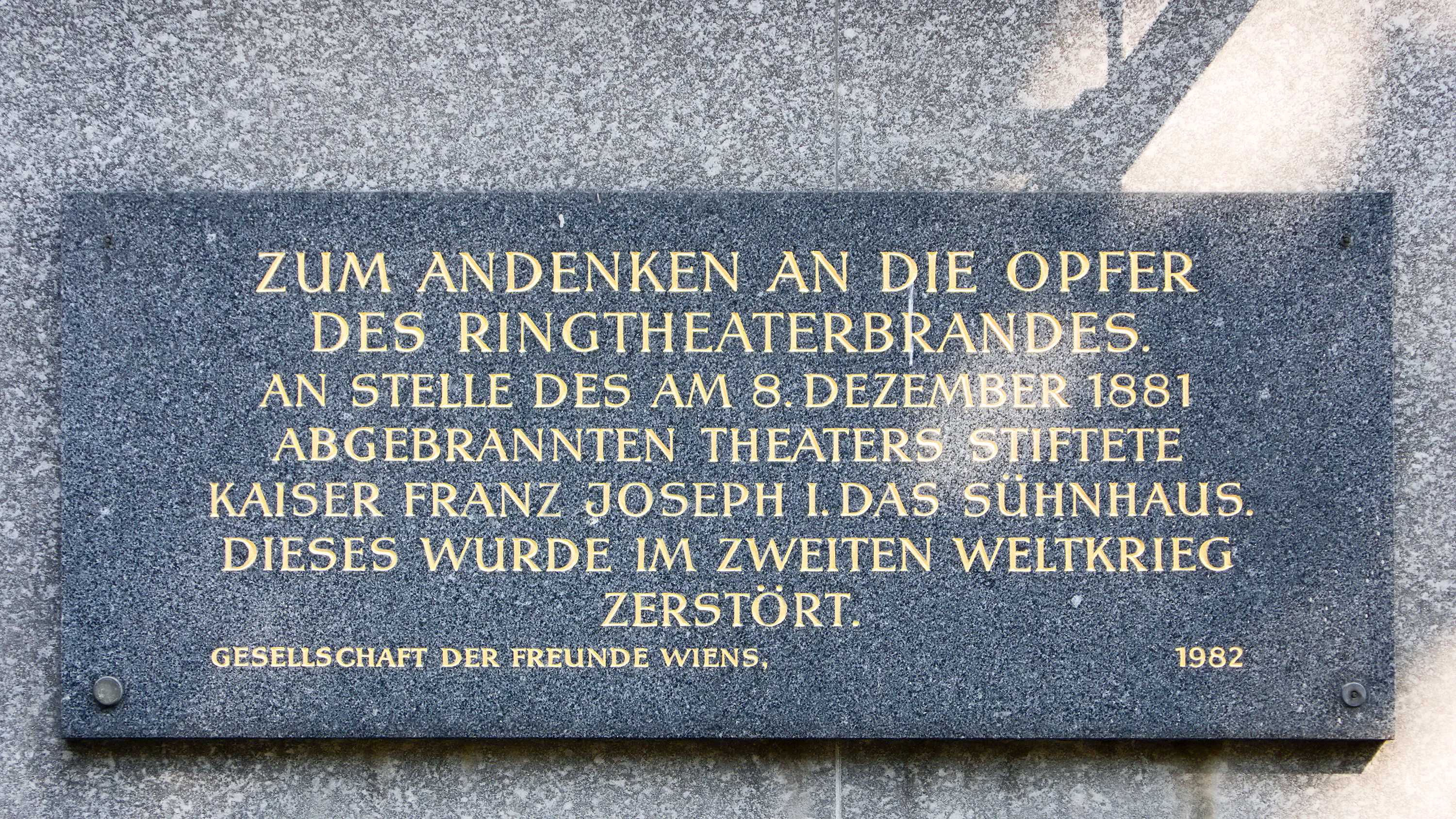
Gedenktafel an der Fassade

Eine 1982 an der Vorderfront des Gebäudes angebrachte Gedenktafel erinnert an die Opfer des Ringtheaterbrandes 1881, des schlimmsten Theaterbrandes in der Geschichte Wiens, und an das Sühnhaus.
Eine im Gedenken an die von Nationalsozialisten ermordeten Polizisten vom Bundesministerium für Inneres gestiftete Gedenktafel wurde am 1. November 1946 am damaligen Sitz der Polizeidirektion im Palais Erzherzog Wilhelm angebracht, wobei Innenminister Oskar Helmer und  Polizeipräsident Arthur Klauser Ansprachen hielten. 1974 wurde diese Gedenktafel im Vorraum des im 1. Stock des Neubaues gelegenen Festsaals der Polizeidirektion angebracht.